# フリードリヒ・カール (装甲巡洋艦)
フリードリヒ・カール (SMS Friedrich Carl) はドイツ海軍の装甲巡洋艦。プリンツ・アーダルベルト級。

## 艦歴
ハンブルクのブローム・ウント・フォス社で建造。1901年8月起工。1903年12月竣工。
就役後、フリードリヒ・カールは地中海クルーズを行う皇帝ヴィルヘルム2世を乗せた客船ケーニヒ・アルベルトを護衛した。フリードリヒ・カールは1904年5月に艦隊に加わったが、1908年3月に退役した。1909年9月、水雷試験艦として再就役。
フリードリヒ・カールの第一次世界大戦での艦歴は非常に短い。1914年8月は修理を行い、9月にはバルト海に配備された。
1914年11月17日、フリードリヒ・カールはメーメル西方で2発の機雷に触れた。それはロシアの駆逐艦によって敷設されたものであった。フリードリヒ・カールは転覆して沈んだが、それまで数時間浮いており、大多数の乗員が巡洋艦アウクスブルクによって救助された。戦死者は8名であった。